# Mladošovice
Mladošovice település Csehországban, a České Budějovice-i járásban. Mladošovice Jílovice, Libín, Ledenice és Borovany településekkel határos. Lakosainak száma 427 fő (2024. január 1.).

## Népesség
A település lakosságának változását az alábbi diagram mutatja:
| Lakosok száma | 1007 | 925  | 883  | 602  | 349  | 287  | 377  | 411  | 415  | 427  |
|               | 1869 | 1890 | 1921 | 1950 | 1980 | 2001 | 2017 | 2019 | 2022 | 2024 |